# Anna di Provenza
Anna di Provenza (... – dopo il maggio 930) fu, come seconda moglie di Berengario I, Imperatrice del Sacro Romano Impero e Regina consorte d'Italia, dal 915 al 924.

## Biografia
Berengario (845-7 aprile 924) è stato re d'Italia dall'888 e imperatore dal 915 fino alla sua morte. La sua prima moglie, Bertila fu accusata di infedeltà, e morì avvelenata.
Berengario si risposò nel dicembre 915, con Anna, così lei divenne regina. È stato suggerito, in gran parte per ragioni onomastiche, che Anna era figlia di Ludovico il Cieco e di sua moglie Anna, figlia di Leone VI il Saggio, imperatore bizantino.
Quando Berengario morì il 7 aprile 924, assassinato a Verona da uno dei suoi uomini, probabilmente per istigazione di Rodolfo II di Borgogna, non lasciò alcun bambino, ad eccezione di Berta, che non era la figlia di Anna, in quanto il matrimonio tra Berengario e Anna non generò prole. Anna di Provenza morì poco dopo il maggio 930.